# Euplocia inconspicuaria
Euplocia inconspicuaria là một loài bướm đêm trong họ Erebidae.